# La Iglesia de Jesucristo de los Santos de los Últimos Días en Francia

Boulogne-sur-Mer es la ciudad donde John Taylor pisó por primera vez suelo francés en su viaje a Francia para llevar el Evangelio restaurado de Jesucristo.

La Iglesia de Jesucristo de los Santos de los Últimos Días fue establecida en Francia en 1850, 20 años después de ser restaurada por Joseph Smith en Ohio, Estados Unidos.
John Taylor, quien más tarde sería el tercer presidente de la Iglesia de Jesucristo de los Santos de los Últimos Días llegó el 18 de junio de 1850 al puerto marítimo de Boulogne-sur-Mer en el barco de vapor llamado Emerald con sus dos amigos Curtis Bolton y William Howells. Fue recibido por el alcalde de la ciudad, L. Fontaine, quien le dio autorización para predicar.

## SigloXIX
La inestabilidad política creaba crisis frecuentes que dificultaba la obra de los primeros misioneros. Cuando en 1852 Napoleón III reinvirtió la Segunda República, John Taylor tuvo que abandonar Francia, no sin antes haber supervisado la traducción del Libro de Mormón, por primera vez en francés. Después, en 1899, misioneros de las misiones belgo-holandesa y germano-suiza fueron a evangelizar a franceses, belgas y suizos. En 1912 se organizó oficialmente la misión francesa pero la Primera Guerra Mundial obligó a todos los misioneros a salir de suelo francés, siendo cerrada la misión el 30 de agosto de 1914. Sería abierta de nuevo 5 años después del armisticio de 1918.

## SigloXX
En 1936, los misioneros se retiraron gradualmente de Francia a medida que completaban su misión debido a la crisis económica que paralizaba los Estados Unidos. En 1939, después de la declaración de guerra, recibieron la orden del consulado de volver a los Estados Unidos. 21 misioneros se reunieron en Valence y otros en París. Un titular del sacerdocio de Melquisedec ejerció su sacerdocio en Francia: Léon Fargier de Valence. París, Lyon, Grenoble, St-Diez, Besançon, Montpellier, Saint-Étienne, Valence, Tarbes, Nîmes y St-Florent son las ciudades donde los miembros no se organizaron porque no había nadie que tuviera el sacerdocio de Melquisedec. En ese año de 1939, la ciudad de Grenoble contaba con la mayor comunidad de miembros mormones del país. En todas las ciudades tan sólo la organización de la Sociedad de Socorro subsistió con Léon Fargier como líder del sacerdocio. Durante la Segunda Guerra Mundial les visitaba cada dos meses y para ello debía ir a la zona ocupada por los alemanes.
Su actividad llamó la atención de la prensa. El lunes 1 de julio de 1941, Paris-Soir tituló en la portada: «M. Fargier, seul pasteur mormon de la zone libre a baptisé ses quinze ouailles dans la piscine municipale de Grenoble.»
A principios de 1945, cada miembro en Francia recibió de la Iglesia ropa, víveres y vitaminas. Cada paquete tenía la dirección de Léon Fargier como líder de la Iglesia. Por desgracia estos paquetes estaban sujetos a un derecho de aduana de 30.000 francos de la época cada uno. Léon Fargier escribió al ministro de Hacienda para indicarle el contenido de los paquetes y su pertenencia a los destinatarios de la Iglesia de Jesucristo de los Santos de los Últimos Días. Después de esa carta, los paquetes fueron exentos de impuestos aduaneros y se distribuyeron entre los miembros de la Iglesia.

En la actualidad hay unos 34.000 mormones en Francia.

En 1946, después de la guerra, llegó un nuevo presidente de misión con 16 misioneros que se repartieron entre los pequeños grupos de miembros existentes. Las unidades locales se reorganizaron. Léon Fargier fue nombrado presidente de distrito para toda Francia hasta 1950, cuando se organizó el distrito de Lyon.
En 1955 el Coro del Tabernáculo realizó una vuelta por Europa y cantó en el Palacio de Chaillot en París. En aquella época había 1500 miembros en todo el país.
La construcción del primer lugar de culto en Francia se acabó en Burdeos en 1965.

## SigloXXI
En 2009, la ley de 1905 relativa a la separación entre Iglesia y Estado preveía que el culto debía ser organizado por el régimen jurídico de las asociaciones culturales entró en vigor para la Iglesia en la Francia metropolitana. Habría unos 34.000 miembros y 100 lugares de culto en Francia.
- Datos: Q3045146
- Multimedia: The Church of Jesus Christ of Latter-day Saints in France / Q3045146